# 佩纳顾问城
佩纳顾问城是巴西米纳斯吉拉斯州的一个市镇。总面积1408.017平方公里，总人口21793人，人口密度15.5人/平方公里。